# Plácido Vilas López
Plácido José Vilas López fue un militar argentino, perteneciente al Ejército, que alcanzó la jerarquía de teniente coronel. Se desempeñó como interventor del Territorio Nacional del Chubut en 1947 y como embajador en Guatemala.

## Biografía
Realizó su carrera militar en el Ejército Argentino, pasando a retiro con el grado de teniente coronel.
Fue secretario de la gobernación en la provincia de San Juan, durante la intervención federal de Humberto Sosa Molina en 1944.
Adhirió al Partido Laborista y luego formó, junto a otros, Centros Cívicos Argentinos como una escisión al mismo. En las elecciones de 1946, apoyó la alianza de la Junta Nacional de Coordinación Política que sostuvo la candidatura de Juan Domingo Perón a la presidencia. En paralelo, desempeñó funciones en la Dirección General de Administración del Ministerio de Guerra, recibiendo una sanción administrativa por sus actividades políticas, debido a una denuncia pública de Enrique Mosca (candidato a vicepresidente por la Unión Demócrata).
Realizó el prólogo de la obra Doctrina Revolucionaria, que recopiló los discursos de Perón entre 1943 y 1946.
En 1947, fue designado interventor del Territorio Nacional del Chubut por el presidente Perón.
Después desarrolló una carrera como diplomático, siendo nombrado embajador extraordinario y plenipotenciario en Guatemala en 1949.